# Sabahtritia hauseri
Sabahtritia hauseri är en kvalsterart som beskrevs av Sandór Mahunka 1987. Sabahtritia hauseri ingår i släktet Sabahtritia och familjen Synichotritiidae. Inga underarter finns listade i Catalogue of Life.